# Ordinariat militaire du Paraguay
L'ordinariat militaire du Paraguay (en espagnol : Obispado castrense del Paraguay) est un ordinariat militaire de l'Église catholique au Paraguay directement soumis au Saint-Siège.

## Territoire
L'ordinariat a juridiction sur les fidèles catholiques des forces armées du Paraguay et de la police national même s'ils se trouvent en dehors des frontières du pays. Le siège est la cathédrale du Sacré-Cœur à Asuncion.

## Historique
Le vicariat militaire du Paraguay est érigé le 20 décembre 1961 par le décret Quo militibus de la Congrégation des évêques. Il est élevé au rang d'ordinariat militaire le 21 avril 1986 par la constitution apostolique Spirituali militum curæ du pape Jean-Paul II.
Le 24 décembre 2002, un nouvel accord est signé entre le Saint-Siège et la république du Paraguay pour la pastorale des forces armées et de la police nationale.

## Évêques
- Agustín Rodríguez (7 décembre 1965 - 25 décembre 1968)
  - Sede vacante (1968-1972)
- Juan Moleón Andreu † (1er février 1972 - 20 septembre 1980)
  - Sede vacante (1980-1992)
- Eustaquio Pastor Cuquejo Verga, C.Ss.R (5 mai 1992 - 15 juin 2002), nommé archevêque d'Asunción
- Ricardo Jorge Valenzuela Ríos (24 mai 2003 - 25 juin 2010), nommé évêque de Villarrica del Espíritu Santo
- Adalberto Martínez Flores (14 mars 2012 - 23 juin 2018), nommé évêque de Villarrica del Espíritu Santo
  - Adalberto Martínez Flores depuis le 23 juin 2018 (administrateur apostolique)